# Danh sách trò chơi Roblox
Nền tảng trò chơi điện tử Roblox đến nay đã có nhiều trò chơi (hay "trải nghiệm") do người dùng tạo ra bằng công cụ Roblox Studio của họ. Do sự nổi tiếng của Roblox, nhiều trò chơi được tạo ra trên đây nhận được sự chú ý từ giới truyền thông; một số trò có hàng triệu người chơi mỗi tháng, khoảng 5.000 trò sở hữu trên một triệu lượt ghé thăm và một số ít trò chơi thậm chí có một tỉ lượt ghé thăm.

### Grow a Garden
Grow a Garden! là một trò chơi điện tử nhàn rỗi được phát hành vào tháng 3 năm 2025. Trò chơi này được biết đến với số lượng người chơi đồng thời lập kỷ lục, đạt đỉnh điểm là 11,7 triệu người chơi vào ngày 31 tháng 5 năm 2025. Vào ngày 24 tháng 5, trò chơi đã đạt được số lượng người chơi đồng thời ít nhất là 8 triệu người chơi, theo RoMonitor. Người chơi bắt đầu với một mảnh đất nông nghiệp trống và một số tiền để mua hạt giống. Bằng cách trồng và thu hoạch mùa màng, họ có thể kiếm tiền để mua các loại cây kỳ lạ hơn, nơi những người chơi khác trên cùng một máy chủ có thể nhìn thấy.

### Adopt Me!
Adopt Me! Là trò chơi nhập vai trực tuyến nhiều người chơi, trong đó trọng tâm danh nghĩa là người chơi giả làm cha mẹ nhận con nuôi hoặc trẻ em nhận nuôi, mặc dù trọng tâm thực tế là nhận nuôi và chăm sóc cho nhiều vật nuôi khác nhau, có thể giao dịch với những người chơi khác. Tính đến tháng 2 năm 2022, trò chơi đã được chơi hơn 27,1 tỷ lần. Vào ngày 17 tháng 4 năm 2021, trò chơi đã đạt được con số người chơi tại cùng một thời điểm là 1,92 triệu, phá kỷ lục trước đó của chính nó là 1,78 triệu để trở thành trò chơi có số lượng người đang chơi nhiều nhất trong lịch sử Roblox  . Do giá vật nuôi trong trò chơi cao, với một số vật nuôi hiếm được bán với giá lên đến 100 đô la Mỹ, một nhóm lớn những kẻ lừa đảo đã tăng lên trong trò chơi. Vì cơ sở người dùng chính của Adopt Me! trung bình trẻ hơn so với phần còn lại của  Roblox, họ đặc biệt dễ bị lừa đảo. DreamCraft, Studio game đứng đằng sau trò chơi, đã tích lũy được hơn 16 triệu đô la doanh thu, chủ yếu từ DevEx.

### Jailbreak
Jailbreak là một trò chơi cảnh sát và trộm cướp, một trong những trò chơi phổ biến nhất trên trang web, tích lũy hàng chục nghìn người chơi đồng thời hàng ngày và có tổng cộng hơn 5.6 tỷ lượt chơi tính đến tháng 2 năm 2022. Jailbreak được giới thiệu trong sự kiện Ready Player One dựa trên việc phát hành bộ phim. Alex Balfanz, một lập trình viên của Jailbreak, đã trang trải quá trình học đại học của mình tại Đại học Duke bằng cách sử dụng tiền kiếm từ trò chơi.

### Murder Mystery 2
Murder Mystery 2  kế tục của Murder Mystery, là một trò chơi nhập vai mà người chơi được phân một vai trò ngẫu nhiên trong mỗi vòng chơi. Một người chơi được chọn làm Kẻ sát nhân (Murderer), phải giết tất cả mọi người để giành chiến thắng, trong khi người chơi khác được chọn làm cảnh sát trưởng (Sheriff), và phải giết kẻ sát nhân để giành chiến thắng; tất cả những người chơi còn lại được chọn làm người vô tội (Innocent) với mục tiêu sống sót cho đến khi hết thời gian đếm ngược. Thiết kế cấp độ của trò chơi đã được các nhà phê bình khen ngợi.

### Natural Disaster Survival
Natural Disaster Survival là một trò chơi trong đó người chơi được giao nhiệm vụ sống sót sau một loạt các thảm họa thiên nhiên đang chống lại họ trên một hòn đảo. Trò chơi đã được so sánh tích cực với PlayerUnknown's Battlegrounds. Cùng với Work at a Pizza Place, Natural Disaster Survival là một trong những trò chơi lâu đời nhất trên Roblox vẫn duy trì được mức độ phổ biến ở bất kỳ mức độ.

### Brookhaven RP
Brookhaven RP là một trò chơi nhập vai, dựa theo trò chơi điện tử phiêu lưu hành động Grand Theft Auto (GTA), nơi người chơi có thể nhập vai với những người dùng khác. Trò chơi được coi là một ví dụ chính của thể loại nhập vai mà một số trò chơi Roblox nổi bật là một phần của trò chơi. Brookhaven RP từng đạt được khoảng 477.000 người chơi đồng thời cùng một lúc và đã giành được giải thưởng trò chơi của năm trong Bloxy Awards 2020.

### Piggy
Piggy là một trò chơi kinh dị nhiều chương, kết hợp giữa các yếu tố từ Peppa Pig và trò chơi kinh dị Granny, lấy bối cảnh ngày tận thế. Phong cách kể chuyện theo từng tập của trò chơi dẫn đến việc phát triển một lượng người hâm mộ đáng kể trước khi trò chơi kết thúc vào ngày 25 tháng 5 năm 2020. Piggy được tải lên trang web vào tháng 1 năm 2020 và đã được chơi 10 tỷ lần tính đến tháng 2 năm 2022. Phần tiếp theo kế tiếp Piggy:Book 1, có tiêu đề Piggy: Book 2, phát hành 9/12/2020.

### Phantom Forces

Ảnh chụp màn hình Phantom Forces

Phantom Forces là một trò chơi bắn súng góc nhìn thứ nhất được so sánh tích cực với các loạt trò chơi như Call of Duty, Battlefield và Counter-Strike. Trong trò chơi, người chơi có thể chọn vũ khí từ bốn loại quân cho mỗi vòng chơi. Ngoài ra, người chơi có thể thực hiện các hành động khác nhau, chẳng hạn như khả năng cúi người, nằm trong tư thế nằm sấp, bên sườn và nhảy để che. Phantom Forces lượng đã nhận được lời khen ngợi từ các nhà phê bình về thiết kế, điều khiển và độ phức tạp của một trò chơi Roblox.Trò chơi cũng đã nhận được ba Giải thưởng Bloxy và là một trong những trò chơi phổ biến trên Roblox, tích lũy được khoảng 10.000 người chơi hàng ngày.

### Tower of Hell
Tower of Hell là một trò chơi Roblox tương tác, được tạo ra bởi PyxlDev và ObrenTune. Nơi người chơi phải chạy đua đến đỉnh của một tòa tháp 6 phần trong 8 phút. Tốc độ của bộ đếm thời gian tăng gấp đôi cho mỗi người chơi lên đến đỉnh. Không có điểm hồi sinh; người chơi phải lên đỉnh trước khi hết thời gian. Trong trò chơi, có những vật dụng tăng tốc độ, chiều cao,... và đột biến mà người dùng có thể mua bằng tiền tệ ảo của game.

### Welcome to Bloxburg
Welcome to Bloxburg là một trò chơi dựa trên The Sims, được chú ý là trò chơi Roblox mà người chơi phải mua bằng Robux trước khi chơi (cụ thể là giá 25 Robux). Tính đến tháng 2 năm 2022, trò chơi đã được hơn 5.6 tỷ lượt chơi. Welcome to Bloxburg là một trò chơi nhập vai xã hội, nơi mọi người chơi có thể trò chuyện với nhau trong môi trường ảo và là công cụ để các người dùng thỏa sức xây ngôi nhà của riêng họ.

### Work at a Pizza Place
Work at a Pizza Place là một trò chơi nhà hàng trong đó những người chơi làm việc cùng nhau để hoàn thành các đơn hàng tại một tiệm pizza. Trò chơi được đánh giá là cổ điển và là kỷ niệm đối với những người chơi Roblox lâu năm, còn đối  với người sáng tạo cho rằng thành công của trò chơi là nhờ khả năng khuyến khích xã hội hóa và sự độc đáo của trò chơi. Trò chơi đã nhận được lời khen ngợi về cơ chế điều khiển và vô vàn những thứ có thể khám phá của nó. Tính từ thời điểm ra mắt là 3/2008 cho đến tháng 2/2022, trò chơi đã có hơn 3,6 tỷ lượt đã chơi và số người đang chơi vẫn luôn dao động từ 5.000 đến 20.000 người chơi.

### Arsenal
Arsenal là một trò chơi bắn súng góc nhìn thứ nhất nổi tiếng trên Roblox được phát triển bởi ROLVe Community vào tháng 8/2015, nơi người chơi cố giành điểm bằng cách hạ gục đối thủ bằng súng đến khi giành chiến thắng.Giống như những trò chơi bắn súng khác, Arsenal được chia làm nhiều gamemode(chế độ chơi) cũng như đa dạng về nhân vật, map, đồ họa, vũ khí và nhiều thứ khác. Arsenal còn có một đơn vị tiền ảo là BattleBucks (B$), người chơi sẽ phải kiếm tiền bằng cách chơi trò chơi hay hoàn thành thử thách hàng ngày và số tiến kiếm được sẽ được dùng để mua đồ trong cửa hàng trong game.
Tựa game lấy cảm hứng nhiều từ Counter-Strike: Global Offensive và Team Fortress 2, mặc dù mạch game rất khác so với một số game khác của Valve. Tính đên tháng 10 năm 2021, trò chơi đã có hơn 3,4 tỉ người đã chơi và số người đang chơi dao động từ 15,000 đến 40.000 người chơi.

### Blox Fruits
Là tựa game được tạo ra vào ngày 16 tháng 1 năm 2019 bởi mygame43(a.k.a red_game43) và rip_indra,  thuộc nhóm phát triển Gamer Robot Inc. Tên chính thức ban đầu của Blox Fruits có tên là Blox Piece, cái tên Blox Piece này được tạo ra dựa trên chính nguồn gốc của game khi lấy cảm hứng tựa nội dung của bộ truyện tranh anime của Nhật Bản là One Piece - Vua Hải Tặc. Sau khi bị đánh bản quyền, Blox Piece đã phải đổi tên thành Blox Fruits. Trong đây ta có thể chọn phe Hải Tặc hoặc Hải Quân và phiêu lưu trên biển. Ngoài ra trong Blox Fruits, người chơi có thể sử dụng "Kiếm" (Sword), "Cận chiến" (Melee), "Súng" (Guns) và "Trái Blox" (Blox Fruits) để chiến đấu và luyện tập để trở thành người mạnh nhất. Bởi sự phát triển của hệ thống các Trái ác quỷ (Trái Blox) - vũ khí được yêu thích bởi đa số người chơi - và sự đa dạng về lối chơi của chúng chính là lý do mà game được đổi tên từ Blox Piece (theo nội dung game) sang Blox Fruits. Hiện tại trò chơi đã đạt hơn 43,8 tỷ lượt chơi (tính từ 20/12/2024) và đứng top đầu những game Roblox có nhiều người chơi nhất hiện tại.

### Pet Simulator
Pet Simulator là tựa game trong đó người chơi dùng vật nuôi của mình kiếm tiền bằng cách phá hủy các đồng tiền, rương rơi ra ở tất cả bản đồ. Xuất hiện từ khoảng giữa năm 2018, Pet Simulator đã gây tiếng vang lớn trong Roblox bởi lối chơi vô cùng mới lạ và hấp dẫn. Tựa game được phát triển bởi Big Games Simulators. Tựa game đã trải qua bốn phiên bản gồm: Pet Simulator 1, Pet Simulator 2, Pet Simulator X và hiện tại là Pet Simulator 99.
Người chơi khi mới vào sẽ được chọn một trong hai vật nuôi gồm Chó và Mèo (đều có chỉ số sức mạnh là 1). Người chơi phải nhấn đồng tiền, rương ở dưới đất để vật nuôi phá hủy và có thể nhận được tiền. Sau khi có lượng tiền nhất định thì người chơi có thể đến Shop để mở trứng và sử dụng những vật nuôi có chỉ số mạnh hơn và mở khóa các khu vực mới nhằm kiếm tiền nhanh hơn.
Họ cũng mở bán vật nuôi có tên Huge Pegasus dưới dạng 1 vật phẩm NFT, và 1 số người chơi cho rằng điều này vi phạm các điều khoản của Roblox.

### MeepCity
MeepCity là một trò chơi nhập vai trực tuyến nhiều người chơi với những điểm tương đồng đáng chú ý với Club Penguin và Toontown Online. Nó được thiết kế theo phong cách MMO thông thường dành cho trẻ em và thể hiện các tính năng được lấy cảm hứng từ Universals Toontown Online và Club Penguin, cũng như nhiều tài liệu tham khảo về chúng. Alexnewtron đã chơi những trò chơi này rất nhiều khi còn trẻ, và có khả năng chúng chiếm một vị trí đặc biệt trong trái tim anh, sau đó trở thành nguồn cảm hứng cho MeepCity.
Trò chơi nhận được nhiều chỉ trích từ cộng đồng do mang tính chất hẹn hò trực tuyến và khiêu dâm trong một trò chơi mà tuyệt đại người chơi là trẻ em. Vì vậy, vào ngày 16 tháng 2 năm 2022, nhà phát triển đã xóa đi các bữa tiệc, nơi mà alexnewtron bị nhận nhiều chỉ trích.

### DOORS
DOORS là một trò chơi kinh dị dược phát triển bởi Lightning_Splash(LSPLASH) và RediblesQW vào tháng 3 năm 2021. DOORS lấy chủ đề là một khách sạn bí ẩn nơi bạn phải vượt qua 100 cánh cửa mà không bị giết bởi những con quái vật ở đó. Sau khi ra mắt, trò chơi lập tức thu hút rất nhiều người chơi và trở thành một trào lưu trên nhiều nền tảng mạng. Vào ngày 31 tháng 8 năm 2024, nhà phát hành đã cho ra mắt phiên bản Doors Floor 2, lấy bối cảnh ở một hầm mỏ bỏ hoang nằm bên dưới khách sạn, nơi người chơi tiếp tục phải vượt qua 100 cánh cửa nữa để thoát khỏi nơi này.

### Bee Swarm Simulator
Bee Swarm Simulator là một trò chơi nhiều người chơi trực tuyến do Onett sản xuất trong Roblox. Mục đích của trò chơi là ấp (hatch) những con ong để tạo thành bầy đàn, thu thập phấn hoa và làm thành mật ong. Trò chơi được phát hành vào ngày 23 tháng 3 năm 2018.
Người chơi bắt đầu với một hướng dẫn, một trình chiếu 36 trang tùy chọn. Sau đó, họ có thể nhận bất kỳ tổ ong nào trong số 6 tổ ong chưa có người nhận bằng cách nhấn 'E' hoặc nhấp vào nút lớn màu xanh lam ở đầu màn hình khi ở gần tổ ong của mình. Người chơi mới sẽ tự động nhận được Trứng cơ bản (Basic Egg), Túi đựng và Xẻng (Scooper). Người chơi có thể sử dụng công cụ của mình để thu thập phấn hoa từ bất kỳ cánh đồng nào có sẵn. Túi của họ sẽ chứa phấn hoa thu được và (những) con ong của họ có thể chuyển phấn hoa thành mật ong khi người chơi ở trong tổ của họ. Mật ong có thể được sử dụng để mua các công cụ, phụ kiện, trứng mới và nhiều vật phẩm khác để tiến xa hơn trong trò chơi.
Người chơi cũng có thể nhận các nhiệm vụ từ NPC, chủ yếu tập trung vào việc thu thập phấn hoa và đánh bại mobs, nhưng cũng có thể có các mục tiêu khác, khó hơn...
Trò chơi đạt 1 tỷ lượt ghé thăm vào ngày 13/8/2020 và đạt 2 tỷ lượt ghé thăm vào ngày 4/9/2022. Số người chơi đang chơi dao động trong khoảng từ 10.000 - 35.000 người chơi, có lúc lên đến 100.000 người chơi cùng một lúc.

### Evade
Là một trò chơi được phát triển bởi Hexagon Development Community và phát hành trong Roblox. 
Được tập trung chủ yếu về lối chơi, cho cảm giác rùng rợn khi chơi. Nhiệm vụ của người chơi là làm nhiệm vụ tùy vào từng màn chơi, sinh tồn và chạy khỏi những nextbot.
Được phát hành vào 6/10/2022, khoảng 25 nghìn người chơi mỗi ngày và hơn 1,7 tỷ lượt chơi.

### Survive the Killer
Phát triển bởi Dued1, Dev_Anthony, và TattedZach vào 1/6/2020 và phát hành trên nền tảng Roblox. Nhiệm vụ của những người sống sót là sinh tồn, cứu những người bị mắc kẹt và trốn thoát. Còn kẻ giết người thì phải giết tất cả người sống sót trước khi hết giờ.
Khoảng 10 nghìn người chơi mỗi ngày và hơn 1,5 tỉ lượt chơi.

### The Mimic
The Mimic là một trò chơi kinh dị giải đố được phát triển ban đầu bởi MUCDICH, sau đó là CTStudios vào ngày 15/1/2021. Lấy bối cảnh ở Nhật Bản, sẽ có khoảng bốn cuốn sách , mỗi cuốn có ít nhất bốn chương và có một quái thú là nhân vật phản diện chính, cùng với nhiều quái vật khác trong trò chơi, mỗi cuốn có một cốt truyện khác nhau.
Trò chơi hiện tại có hai cuốn sách, Cuốn sách Kiểm soát và Đố kị, mỗi nhân vật chính trong các cuốn sách đều khác nhau, hiện tại có khoảng 2 - 10 nghìn người chơi mỗi ngày, lớn hơn 10 nghìn người chơi sau mỗi bản cập nhật. Hiện tại trò chơi đã đạt 739 triệu người chơi.

### The Strongest Battlegrounds
The Strongest Battlegrounds là một trò chơi lấy cảm hứng từ bộ anime One-Punch Man, được phát triển bởi Yielding Art. Nó được phát hành vào 8/2/2022 và đã đạt gần 9,8 tỷ lượt chơi (tính từ 20/12/2024). Trong trò chơi này có nhiều nhân vật mà chúng ta có thể chọn để chiến đấu với những người chơi khác. Nếu thanh màu đỏ ở giữa màn hình đã được lấp đầy, ta có thể kích hoạt để mở khóa tiềm năng thức tỉnh của nhân vật.

### Blade Ball
Blade Ball là một trò chơi có lối chơi tương tự như bóng né, được phát triển bởi Wiggity. Người chơi sẽ phải sử dụng những loại kiếm khác nhau để bảo vệ bản thân khỏi quả bóng đang bay dến. Hiện tại trò chơi đã đạt gần 4 tỷ lượt chơi.

### 3008
3008 là một trò chơi kinh dị thế giới mở trong đó người chơi được đến một cửa hàng IKEA rộng vô hạn chứa đầy vật tư để xây căn cứ hoặc dự trữ thức ăn, cũng như các nhân viên IKEA thù địch sẽ tấn công người chơi vào ban đêm hoặc những ngày có sương mù. Nó dựa trên SCP-3008, thuộc Tổ Chức SCP.

### Rainbow Friends
Rainbow Friends là một trò chơi kinh dị gồm nhiều chương được phát triển bởi Roy & Charcle nơi người chơi phải cố gắng thoát khỏi đám quái vật (Blue, Green, Orange, Purple, Yellow và Cyan) bằng cách thu thập những vật phẩm. Người chơi có thể trốn trong những chiếc hộp để tránh bị phát hiện. Chương 1 được phát hành vào 1/7/2022. Chương 2 phát hành vào 2/6/2023, diễn ra tại Odd World. Jacqueline Zalace của The Gamer đã mô tả trò chơi như một "chuyến đi thực tế có chủ đề kinh dị, nơi quái vật sẽ dụ bạn vào một công viên giải trí đáng sợ để thu thập các vật phẩm".

## Những trò chơi bị xóa hoặc đóng cửa tiêu biểu

#### Pokémon Brick Bronze
Pokémon Brick Bronze là một trò chơi điện tử nhập vai được phát hành vào năm 2015 và được phát triển bởi Llama Train Studio. Nó không được liên kết với nhượng quyền truyền thông Pokémon. Nó đã bị xóa khỏi nền tảng vào tháng 4 năm 2018 bởi quản trị viên Roblox , được báo cáo sau khi Nintendo nêu ra những lo ngại về bản quyền. Vào thời kỳ đỉnh cao, trò chơi thường xuyên tiếp cận hàng chục nghìn người dùng đồng thời. Pokémon Brick Bronze  là một trong nhiều trò chơi Pokémon trên Roblox, mặc dù nó được coi là rộng rãi nhất. Đồ họa của trò chơi chủ yếu là khối 3D, phù hợp với hầu hết các trò chơi trên Roblox, mặc dù mỗi Pokémon được thể hiện bằng các mô hình pixel art.
Pokémon Brick Bronze chơi giống như một trò chơi cầm tay Pokémon truyền thống. Lúc đầu, người chơi chọn từ 21 Pokémon từ nhiều trò chơi. Pokemon Brick Bronze có tính năng chiến đấu tương tự như các trò chơi Pokémon thực tế, với hệ thống chiến đấu theo lượt và đối thủ bao gồm huấn luyện viên và những người khác kẻ thù truyền thống của Pokémon.
Luke Binns của Softonic đã đánh giá tích cực về Pokemon Brick Bronze, ca ngợi khả năng mở rộng của nó và tuyên bố rằng "Khi chơi Pokémon Brick Bronze, bạn có thể nghĩ rằng mình đang chơi thật". David Jagneaux, viết trong PCMag, cũng đánh giá tích cực về trò chơi, nói rằng nó có "đủ ý tưởng ban đầu để chiếm nhiều ngày thời gian của bạn". Steven Asarch, trong Player-One, đã cho một đánh giá tiêu cực về trò chơi, chỉ trích điều mà anh ta coi là "hệ thống chiến đấu kém hiệu quả".

### Ragdoll Engine
Ragdoll Engine là một trò chơi cảm giác trải nghiệm được tạo ra bởi nooblover095, trong đó người chơi có thể thử nghiệm vật lý ragdoll trên nhiều máy móc, cấu trúc và chất nổ khác nhau với bản thân. Ragdoll Engine đã trở nên rất phổ biến trong cộng đồng người dùng Roblox TikTok trong thời gian ngăn chặn đại dịch COVID-19 năm 2020. Ngay cả sau thời kỳ đỉnh cao, nó vẫn hoạt động như một hangout phổ biến cho đến khi ngừng hoạt động vào tháng 6 năm 2021. Vào ngày 24 tháng 6 năm 2021, trò chơi được đặt ở chế độ riêng tư. Một thông báo sau đó đã được đưa ra về phiên bản làm lại của trò chơi được dự kiến phát hành vào tháng 7 năm 2021. Tuy nhiên, nó đã không bao giờ được phát hành. Vào cuối năm 2021, một thông báo khác đã được đưa ra tuyên bố rằng trò chơi sẽ đóng cửa cho đến khi có thông báo mới. Vào ngày 13 tháng 4 năm 2022, tên của trò chơi đã được đổi thành ' ... ' và cả hình thu nhỏ và mô tả đã bị xóa. Trước khi bị đóng cửa, Ragdoll Engine từng đạt cột mốc hơn 1 tỷ lượt truy cập vào đầu năm 2021 với số lượng người từ 20 nghìn cho đến 80 nghìn người chơi mỗi ngày.